# Santoña
Santoña là một đô thị trong tỉnh Cantabria, Tây Ban Nha.